# Karlsburg (Seibersbach)
Die Karlsburg ist eine künstliche Ruine bei Seibersbach im Landkreis Bad Kreuznach.
Die Ruine befindet sich in einem privaten Waldstück, dem Utschenwald, zwischen Seibersbach und Rheinböllen oberhalb des Guldenbachs gegenüber des Quarzsteinbruchs Grube Alexandra.

## Geschichte
Die Karlsburg ließ sich Carl Puricelli, dem Besitzer der Rheinböllerhütte und der Stromberger Neuhütte um 1878 wahrscheinlich als Jagd- und Lustschlösschen im Stil einer „gotischen“ Burgruine errichten. Auch das Rittergut Bangert hatte Carl Puricelli erworben und es großzügig ausbauen lassen.

## Anlage
Die Burg besteht aus einem dreigeschossigen, aus Bruchstein errichteten 8 bis 10 Meter hohen Turm mit nicht begehbarem Zinnenkranz und Schrägdach zur Waldseite. Der erste Stock ist durch eine Außentreppe erreichbar. Darüber hinaus gibt es nur niedriges Mauerwerk mit angedeuteten Türmchen, die von der Talseite den Eindruck einer kleinen Burg vermitteln.